# Honor Rising: Japan
Honor Rising: Japan es un evento de lucha libre profesional (o puroresu) producido en conjunto por la empresa japonesa New Japan Pro-Wrestling (NJPW) y la empresa norteamericana Ring of Honor (ROH). Uno de los objetivos de NJPW ha sido el de la conquista del mercado internacional, siendo el más destacado el de Estados Unidos, en el cuál ya habían producido eventos exclusivos con relativa importancia, por tanto, dentro de este desarrollo, NJPW firmó en 2014 un acuerdo para producir una serie de eventos conjuntos con su nuevo socio: la empresa norteamericana Ring of Honor. El evento se lleva a cabo anualmente desde 2016 y se lleva a cabo en Japón en oposición a los eventos de Global Wars y War of the Worlds, que las dos promociones promocionan conjuntamente en América del Norte.

## Fechas y lugares
| Evento                            | Fecha                 | Lugar        | Estadio | Asistencia | Evento principal                   |       |
| --------------------------------- | --------------------- | ------------ | --- | ---------- | ---------------------------------- | ----- |
| Honor Rising: Japan 2016: Night 1 | 19 de febrero de 2016 | Tokio, Japón | Korakuen Hall | 1.367      | Roderick Strong vs. Tomohiro Ishii | [ 3 ] |
| Honor Rising: Japan 2016: Night 2 | 20 de febrero de 2016 | 1.718        | Jay Lethal vs. Tomoaki Honma | [ 4 ]      |                                    |       |
| Honor Rising: Japan 2017: Night 1 | 26 de febrero de 2017 | 1.636        | Bullet Club (Adam Cole & Kenny Omega) vs. The Briscoe Brothers (Jay Briscoe & Mark Briscoe)                                        | [ 5 ]      |                                    |       |
| Honor Rising: Japan 2017: Night 2 | 27 de febrero de 2017 | 1.271        | Bullet Club (Cody, Kenny Omega, Matt Jackson & Nick Jackson) vs. Chaos (Jay Briscoe, Kazuchika Okada, Mark Briscoe & Will Ospreay) | [ 6 ]      |                                    |       |
| Honor Rising: Japan 2018: Night 1 | 23 de febrero de 2018 | 1.700        | Bullet Club (Kenny Omega & Chase Owens) y Kota Ibushi vs. Bullet Club (Marty Scurll, Hangman Page & Cody)                          | [ 7 ]      |                                    |       |
| Honor Rising: Japan 2018: Night 2 | 24 de febrero de 2018 | 1.714        | Golden☆Lovers (Kenny Omega & Kota Ibushi) vs. Bullet Club (Marty Scurll & Cody)                                                    | [ 8 ]      |                                    |       |
| Honor Rising: Japan 2019: Night 1 | 22 de febrero de 2019 | 1.658        | Hiroshi Tanahashi, Jay Lethal y Kazuchika Okada vs. The Kingdom (Matt Taven, TK O'Ryan & Vinny Marseglia)                          | [ 9 ]      |                                    |       |
| Honor Rising: Japan 2019: Night 2 | 23 de febrero de 2019 | 1.687        | The Briscoe Brothers vs. Lifeblood (Juice Robinson & David Finlay)                                                                 | [ 10 ]     |                                    |       |